# Karel Jernek
Karel Jernek (31. března 1910, Praha – 22. června 1992, Praha) byl český divadelní režisér.

## Biografie
V roce 1931 maturoval na gymnáziu v Praze, následně do roku 1938 studoval dějiny srovnávací literatury, hudby a výtvarného umění na Univerzitě Karlově.
Již během studií se začal věnovat divadlu a pohostinsky režíroval i v Národním divadle v Praze. V roce 1939 získal angažmá ve Státním divadle v Brně, kde působil v činohře a opeře jako režisér téměř až do konce roku 1941. V posledním roce byl uměleckým šéfem činohry.
V období 1940–1943 režíroval pohostinsky v opeře a činohře Národního divadla. Před totálním nasazením v roce 1944 jej pomohl ochránil Miloš Havel, stejně jako další české divadelníky a pracovníky kultury (mj. Jiří Frejka, František Salzer, Jan Škoda, Antonín Kurš aj.). V letech 1943–1947 byl režisérem Vinohradského divadlo. V období 1945 až 1948 současně režíroval pohostinsky v činohře a opeře Divadla 5. května.
Od roku 1948 byl režisérem opery Slovenského národního divadla v Bratislavě. Pak následovala angažmá v Liberci (1950–1951), v Olomouci (1951–1954), kde od roku 1953 byl i šéfem činohry, následně v Plzni ( 1955–1956) a v Pardubicích (1956–1957).
Od 1.12.1960 do roku 1985 byl opět angažován v pražském Národním divadle jako režisér opery.
Pohostinsky režíroval i v zahraničí, např. ve Vídni (Staatsoper), v Miláně (La Scala), v Německu a Velké Británii.
Byl rovněž překladatelem, upravoval operní libreta, rozvíjel publicistickou činnost.
V letech 1952–1954 vyučoval herectví, režii a dramaturgii na Vysoké škole múzických umění Bratislava, v období 1959–1965 operní herectví a režii na Hudební fakultě AMU.
Byl manželem herečky Jiřiny Stránské (1912–1999), později kostýmní výtvarnice Olgy Filipi (1923–2015) a otcem herečky Kláry Jernekové (1945–2003), dědečkem herce Filipa Čápa (1971) syna Kláry Jernekové a herce Josefa Čápa (1946– 2001).
Je pochován na Vinohradském hřbitově v Praze.

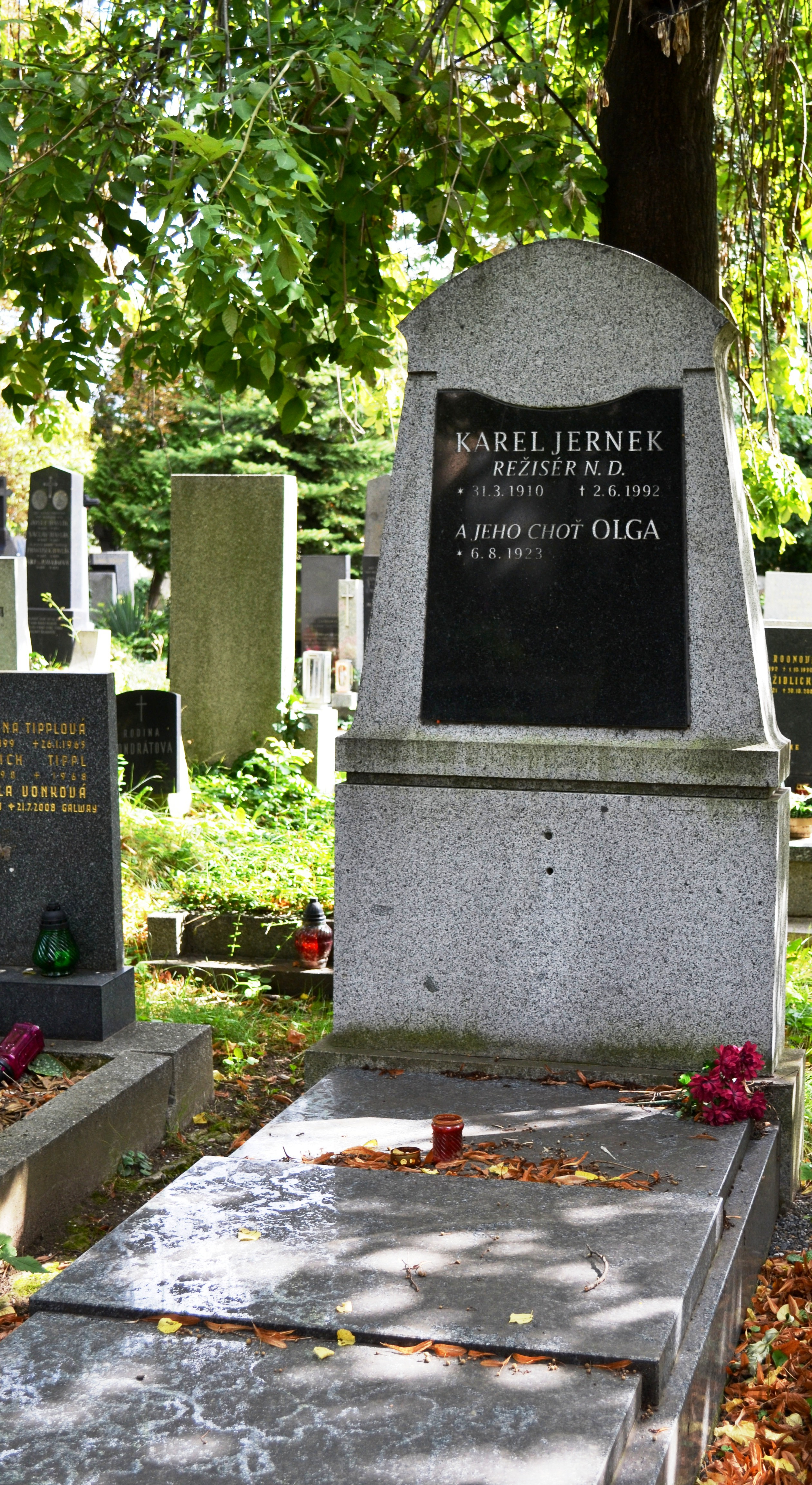
Hrob Karla Jerneka na Vinohradském hřbitově v Praze

## Ocenění
- 1966 titul zasloužilý umělec
- 1980 Zasloužilý člen ND

## Vybrané divadelní režie
- 1936 G. Jenningsová: Trampoty s rodinou, Stavovské divadlo, 9 repríz, (pohostinská režie)
- 1940 Giacomo Puccini: Bohema, Prozatímní divadlo, 38 repríz, (pohostinská režie)
- 1942 Giacomo Puccini: Tosca, Prozatímní divadlo, 12 repríz, (pohostinská režie)
- 1942 Miloš Hlávka: Světáci, Divadlo Na poříčí, 58 repríz (pohostinská režie)
- 1943 Viktor Dyk: Zmoudření dona Quijota, Divadlo Na poříčí, 28 repríz
- 1943 Paul Ernst: Karneval Pantalonu, Komorní divadlo, 43 repríz
- 1943 Heinrich von Kleist: Božská láska, Komorní divadlo, 34 repríz (pohost. režie)
- 1943 Luigi Pirandello: Šest postav hledá autora, Vinohradské divadlo, 39 repríz (pohost. režie)
- 1943 Walter Stanietz: Katryn, Divadlo Na poříčí, 12 repríz
- 1943 Henrik Ibsen: Divoká kachna, Divadlo Na poříčí, 53 repríz
- 1944 Friedrich Schiller: Marie Stuartovna, Divadlo J.K.Tyla, 31 repríz (titulní role: Adina Mandlová)
- 1944 Miloš Kratochvíl: Loď, Divadlo Na poříčí, 2 reprízy
- 1944 Luigi Pirandello: Každý má svou pravdu, Divadlo Na poříčí, 31 repríz
- 1944 F. X. Svoboda: Čekanky, Divadlo J.K.Tyla, 25 repríz
- 1945 Maxim Gorkij: Matka, Vinohradské divadlo, 20 repríz
- 1945 A. N. Ostrovskij: Vlci a ovce, Městské lidové divadlo Karlín, 32 repríz
- 1945 Lope de Vega: Fuente Ovejuna, Vinohradské divadlo, 36 repríz
- 1945 Giacomo Puccini: Bohema, Divadlo 5. května, (pohostinská režie)
- 1945 Giacomo Puccini: Tosca, Divadlo 5. května, (pohostinská režie)
- 1946 Olga Scheinpflugová: Viděla jsem Boha, Vinohradské divadlo, 21 repríz
- 1947 Alois Jirásek: Lucerna, Vinohradské divadlo, 74 repríz
- 1947 Elza Shelley: Kdo je vinen?, Komorní divadlo, 30 repríz
- 1950 A. S. Gribojedov: Hoře z rozumu, Divadlo Liberec
- 1951 W. Shakespeare: Zkrocení zlé ženy, Divadlo Liberec
- 1951 W. Shakespeare, Otto Nicolai: Veselé ženy windsorské, Divadlo Olomouc
- 1954 bratří Mrštíkové: Maryša, Divadlo Olomouc
- 1954 A. P. Čechov: Višňový sad, Divadlo Olomouc
- 1960 Giuseppe Verdi: Don Carlos, Národní divadlo, 122 repríz
- 1967 Giacomo Puccini: Turandot, Národní divadlo, 69 repríz
- 1969 Zdeněk Fibich: Bouře, Národní divadlo, 6 repríz
- 1975 Antonín Dvořák: Jakobín, Smetanovo divadlo, 216 repríz
- 1977 Georges Bizet: Carmen, Smetanovo divadlo, 112 repríz
- 1981 Bedřich Smetana: Hubička, Smetanovo divadlo, 167 repríz
- 1983 Bedřich Smetana: Libuše, Národní divadlo, 43 repríz
- 1988 Giuseppe Verdi: Rigoletto, Smetanovo divadlo, 65 repríz
- 1992 Leoš Janáček: Káťa Kabanová, Národní divadlo, 19 repríz